# Naila
Naila é uma cidade da Alta Francónia, na Baviera, Alemanha.

## Páginas externas
- Sítio oficial